# Большая Каденка
Большая Каденка — деревня в Оленинском муниципальном округе Тверской области, до 2019 года входила в состав Холмецкого сельского поселения.

## География
Деревня расположена в 31 км на северо-запад от посёлка Оленино.

## История
В конце XIX — начале XX века деревня входила в состав Пыжовской волости Ржевского уезда Тверской губернии. 
С 1929 года деревня входила в состав Ключевского сельсовета Молодотудского района Ржевского округа Московской области, с 1935 года — в составе Калининской области, с 1958 года — в составе Оленинского района, с 1994 года — центр Каденского сельского округа, с 2005 года — в составе Холмецкого сельского поселения, с 2019 года — в составе Оленинского муниципального округа.
В 1997 году в деревне находилось правление совхоза «Коммунар».

## Население
| 1859 | 1883 | 1920 | 1997 | 2002 | 2010 |
| ---- | ---- | ---- | ---- | ---- | ---- |
| 37   | ↗53  | ↗91  | ↗299 | ↘256 | ↘235 |

## Инфраструктура
В деревне имеются Свисталовская основная общеобразовательная школа (образована в 1967 году), детский сад, дом культуры, отделение почтовой связи.